# Воробьевка (Калужская область)
Воробьевка — деревня в Перемышльском районе Калужской области, в составе муниципального образования Сельское поселение «Деревня Горки».

## География
Расположена к северо-западу от места слияния рек Малая и Большая Гвидка, в восьми километрах на юго-запад от районного центра — села Перемышль. Рядом деревня Ждановка и село Рыченки.

## Население
| 2002 | 2010 |
| ---- | ---- |
| 17   | ↘11  |

## История
Находитсяа на землях, принадлежавших в XVIII веке помещикам Лукьяну Камынину и Ульяне Сомовой (надел 158) .

Лощина безымянная, и на левом берегу речки большой Гвиты…— Описания и алфавиты к Калужскому атласу
В 1858 году сельцо (вл.) Воробьевка 1-го стана Перемышльского уезда, при речке Воробьевке, 18 дворах и 165 жителях — по правую сторону почтового Киевского тракта.
К 1914 году Воробьевка — сельцо Рыченской волости Перемышльского уезда Калужской губернии. В 1913 году население 294 человека.
В годы Великой Отечественной войны деревня была оккупирована войсками Нацистской Германии с 8 октября по 25 декабря 1941 года. Освобождена в ходе Калужской наступательной операции частями 50-й армии генерал-лейтенанта И. В. Болдина.